# Брати Касьяненки
Андрій (1886), Іван (1887), Євген (1889) та Григорій (1891) Касьяненки (або Касяненки) — українські авіаконструктори-винахідники; основоположники української авіації.
Місце народження усіх достеменно не встановлено, проте деякі дослідники припускають, що вони були родом з Київщини (народилися у с. Іванків, що нині Бориспільського району), а у свій час переїхали і осіли на Черкащині. Відомо, що тут закінчили Черкаську гімназію. Згодом Андрій, Іван та Євген вступили до Київського політехнічного інституту, а Григорій — до Університету Святого Володимира.
Після створення при КПІ повітроплавного гуртка Євген очолив секцію «Аероплани», а Андрій — «Гелікоптери». З 1910 по 1921 роки брати створили шість літаків., серед яких надманевровий винищувач КПІ-5 «Торпеда» з суцільноповоротною біпланною коробкою, що забезпечувала зміну траекторії польоту за рахунок керованого вектора підйомної сили.. Окрім спорудження літаків, брати також займалися розробкою повітряних гвинтів, які в роки Першої світової війни вони випускали серійно в авіаційних майстернях КПІ. Ці гвинти отримали назву «Брати Касьяненки» і широко застосовувалися на військових літаках.
Євген та Григорій померли у 30-ті роки XX-го століття під час Великого терору, а Андрій та Іван у 40-ві, зокрема Іван під час, а Андрій після Другої світової війни.